# O-fenilén-diamin
Az o-fenilén-diamin szerves vegyület, aromás diamin, képlete C6H4(NH2)2. Számos heterociklusos vegyület előállításának fontos prekurzora. Izomerjei az m-fenilén-diamin és a p-fenilén-diamin.

## Előállítása
Leggyakrabban 2-nitro-klórbenzolt reagáltatnak ammóniával, majd a kapott 2-amino-nitrobenzolt hidrogénezik:
ClC6H4NO2  +  2 NH3   →   H2NC6H4NO2  +  NH4Cl
H2NC6H4NO2  +  3 H2   →   H2NC6H4NH2  +  2 H2O
Laboratóriumi előállítása etanolban oldott 2-nitroanilin cinkporos redukciójával történhet, a kapott diamin termék hidroklorid sóként történő kristályosítással tisztítható. Ez a vegyület levegőn megsötétedik, a szennyezések eltávolításához nátrium-ditionit (redukálószer) forró vizes oldatával és aktív szénnel kell kezelni, majd hagyni, hogy a lehűlő termék kikristályosodjon.

## Reakciói és felhasználása
Ketonokkal és aldehidekkel kondenzációs reakcióba lép, így számos hasznos termék nyerhető. Karbonsavakkal és származékaikkal benzimidazolokat képez. Így állítják elő a benomil nevű herbicidet. Kinoxalindion állítható elő o-fenilén-diamin és dimetil-oxalát kondenzációs reakciójával. Xantát-észterekkel merkaptoimidazolok nyerhetők, melyeket gumitermékekben használnak antioxidánsként. Salétromossavval kezelve a korróziógátló hatású benzotriazol nyerhető. Szubsztituált származékainak diketonokkal végzett kondenzációs reakcióját különféle gyógyszerhatóanyagok előállításához alkalmazzák.
A koordinációs kémiában a fenilén-diamin fontos ligandum prekurzor. Schiff-bázis származékai kitűnő kelátképző ligandumok, ilyen nyerhető például szalicilaldehidből. A fém-fenilén-diamin komplexek oxidálásával a megfelelő diimin származék állítható elő, melyek intenzív színű, és gyakran több stabil oxidációs állapotban is létező komplexek.

## Fordítás
- Ez a szócikk részben vagy egészben  az   O-Phenylenediamine című angol Wikipédia-szócikk ezen változatának fordításán alapul.  Az eredeti cikk szerkesztőit annak laptörténete sorolja fel. Ez a jelzés csupán a megfogalmazás eredetét és a szerzői jogokat jelzi, nem szolgál a cikkben szereplő információk forrásmegjelöléseként.